# Nicholas Högberg
Nicholas Högberg, född 8 mars 1970,, är en svensk civilekonom.. Efter sin examen från Stockholms universitet 1993 arbetade han som konsult vid Andersen Consulting innan han gick vidare till SBS Discovery Media. Mellan 1998 och 1999 var han VD för Bottnia Internet Provider, därefter VD för Spray Network AB (1999–2002) och sedan VD för Vodafone Stores and Vodafone Xpress mellan 2004 och 2006. År 2007 tillträdde han tjänsten som vice VD för mobiloperatören 3. I juni 2012 tog han över som ny VD för företaget efter Peder Ramel, och han ledde 3 till maj 2016, då han enligt egen uppgift valde att lämna bolaget.. Några månader senare, i oktober 2016, blev han VD för programvaruföretaget Bannerflow.

## Priser och utmärkelser
- Mars 2010: Årets Ung Chef 2010,  Kompetensgalan, arrangerad av tidningen Chef
- 14 februari 2013: Årets Ledare, Telekomgalan[6]